# Флорес, Марко Антонио
Марко Антонио «Эль Боло» Флорес (1937— 26 июля 2013) — гватемальский прозаик, поэт, эссеист, журналист.

## Биография
Представитель революционного поколения 1970-х годов в Гватемале.
В начале 1960-х гг. вместе с поэтами Роберто Обрегоном Моралесом и О́тто Рене́ Касти́льо присоединился к движению Generación Comprometida.
В 1960-х годах Флорес стал сторонником «левых» идей. Преследовался за участие в 1962 году в студенческом движении против правительства Мигеля Фуэнтеса. Позже вынужден был покинуть Гватемалу и отправиться на Кубу и ЧССР.
Во время внутреннего вооруженного конфликта в Гватемале присоединился к Повстанческим вооружённым силам, хотя и непосредственно не участвовал в партизанской борьбе.
В связи с этим ему пришлось дважды отправляться в ссылку, сначала в Мексику, из-за угрозы его жизни, затем в Венесуэлу. Во время своего пребывания в изгнании в Мексике и Европе он работал корреспондентом кубинского информационного агентства Пренса Латина
Писатель никогда публично не скрывал свою привязанности и дружбы с О́тто Рене́ Касти́льо, который был убит в 1967 году режимом Гватемалы.
Позже Флорес выполнял задачи по агитации, пропаганде и политическому руководству в Гватемале. Был основателем журнала Alero при Университете Сан-Карлос (Гватемала). В середине 1990-х годов основал ещё один литературный журнал «La Ermita».
Флорес был одним из создателей и членом Национального фонда культуры и искусств Мексики. Читал лекции в Гватемале и за рубежом, в Мексике, Сальвадоре, Коста-Рике, Испании, Германии, Панаме и Англии и других странах. Вёл литературные семинары в Гватемале и за границей.
19 июня 2013 года попал в автомобильную катастрофу. Умер в больнице 26 июля того же года.

## Творчество
В конце 1960-х — начале 1970-х годов был одним из самых видных представителей центральноамериканской поэзии.
Дебютировал со сборником стихов «La Voz Acumulada» в 1964 году. Автор ряда сборников поэзии, романов, эссе.

## Избранные произведения
сборники поэзии
- La voz acumulada (1964),
- Muros de luz (1968),
- La derrota (1972),
- Persistencia de la memoria (1992),
- Crónica de los anños de fuego (1993),
- Un ciego fuego en el alma (1995),
- Reunión,
- Poesía completa,
- Volumen I (1992)
- Volumen II (2000),
- Poesía escogida (1998).

Романы
- Los compañeros (1976, о жизни, надеждах и разочарованиях партизан Гватемалы),
- En el filo (1993),
- Los muchachos de antes (1996),
- Las batallas perdidas (1999),
- La siguamonta (1993)
- Cuentos completos (1999)

## Награды
- Национальная премия по литературе Астуриас (2006)
- Poetry Prize Центральной Америки (1976)
- Лауреат Novel Prize Seix Barral (1972)